# CCD senzor
 (engl. charge-coupled device) je elektronski uređaj na čijoj se površini nalaze milioni fotosenzitivnih dioda, poređanih u redove i kolone; slično kao i tačke, odnosno pikseli, na monitoru računara.

## Način rada
Fotodioda pretvara prikupljene fotone u električni napon. Taj napon se pojačava do nivoa na koji može da bude procesiran od strane Analogno digitalnog konvertora. Analogno digitalni konvertor klasifikuje analognu voltažu sa piksela na nivoe osvetljenja, i dodeljuje svakom nivou binarnu oznaku, tako da slika može da bude sačuvana digitalno.

## Kolor filter
Svi senzori na CCD čipu reaguju na svetlost na isti način, zato što fotodioda prikuplja samo količinu svetlosti, i da nema kolor filtera kojima su prekriveni, fotoaparat bi pravio samo crno-bele slike. Da bi fotoaparat mogao da razlikuje boje, senzori se pokrivaju filterima različite boje – RGB (crvena, zelena, plava) ili CMY (cijan, magenta, žuta). Tako da svaka fotodioda prikuplja informaciju o jednoj boji, a ostale boje se izračunavaju na osnovu vrednosti susednih piksela. Na ovaj način se gubi na oštrini slike.
Na slici pored prikazan je mozaik boja kolorfiltera, po 25% površine zauzimaju crvena i plava boja a 50% zelena, to je zbog toga što je ljudsko oko više osetljivo na zelenu boju.
Pored boja, za vernu reprodukciju slike su potrebne i informacije o količini svetlosti. Za svaku od tri boje, jačina svetla se deli na 256 nivoa. Ova kombinacija od 256 x 256 x 256 daje 16.7 miliona mogućih nijansi.

## Mapiranje piksela
Uprkos velikoj pažnji koja se posvećuje preciznosti izrade, CCD senzori će uvek imati manji broj neispravnih piksela. Pošto ovakvi pikseli ne mogu da prenesu informacije o slici, njihovo prisustvo na fotografiji vidljivo je u obliku tačaka pogrešne boje
na inače ujednačeno obojenom delu slike. Da bi izbegli ovakve probleme, neki modeli fotoaparata koriste svoje snažne procesore za obradu slike da prepoznaju i zabeleže položaj mrtvih piksela. Nakon ove operacije, aparat popunjava „rupu“ uz pomoć
podataka sa obližnjih piksela. Isto rešenje, takođe, otkriva „vruće piksele“ u fiksiranom šumu i pomaže u njihovom uklanjanju.

## Prašina
Čak i najmanja čestica prašine, ako padne na senzor, može da prekrije hiljade piksela tako da se njeno prisustvo vidi na svakoj fotografiji. Sa porastom rezolucije koja donosi veći broj piksela na istoj površini, problem prašine postaje još ozbiljniji. Kod većine fotoaparata kućište je zatvoreno i prašina ne može da dođe do senzora, što nije slučaj sa digitalnim SLR fotoaparatima sa zamenljivim objektivima. Proizvođači DSLR fotoaparata ovaj problem rešavaju ultrazvučnim vibracijama koje otresaju i najmanje čestice prašine.

## CCD kamera
CCD kamera je kamera koja sadrži CCD (uređaj vezan za punjenje), uređaj koji služi za prenos električnog napona obično između uređaja do oblasti u kojoj taj signal može biti obrađen. Najčešći način obrade signala je njegovo konvertovanje u digitalnu vrednost. Osim u kamerama, CCD uređaji se nalaze kao glavni delovi svih tehnologija u digitalnoj fotografiji.